# 日本郵政公社労働組合
日本郵政公社労働組合（にっぽんゆうせいこうしゃろうどうくみあい、英語：Japan Postal Workers' Union、略称：JPU）は、1946年に全逓信従業員組合として結成され、2007年まで存在した日本の労働組合である。
2007年10月22日に全日本郵政労働組合（全郵政）と統合して、現在では日本郵政グループ労働組合（JP労組）となった。

## 概要
- 本部：東京都文京区後楽1-2-7 全逓会館内
- 委員長：菰田義憲
  - 副委員長：竹内法心、書記長：難波奨二

日本郵政公社職員および日本郵便逓送など、郵政関連会社に勤務する社員で構成されていた。旧名は、全逓信労働組合（ぜんていしんろうどうくみあい、略称：全逓（ぜんてい）、英語：Japan Postal Workers' Union、略称：JPU）で、日本労働組合総連合会（連合）に加盟していた。
日本郵政公社の職員約26万人中、JPUの組合員数は約14万人で、組織率は50％超となっていた。また、日本郵政公社の労働組合の中では一番組合員数が多かった。約24万人の組合員を誇り、組織率も90％近くとなった時期もあった。
発足以来の伝統的な左派組合で、全日本産業別労働組合会議（産別会議）や日本労働組合総評議会（総評）、日本官公庁労働組合協議会（官公労）、公共企業体等労働組合協議会（公労協）などで中核的、中心的組合であった。ただし、時代が下るにつれて労使協調路線へと向かっていった。

### 組合歌
- 全逓信労働組合選定『全逓歌』（作詞：横瀬藤一、作曲：江口夜詩）
- 『同志（とも）よ大きな輪になって』（作詞：稲垣和市、作曲：細川潤一)キングレコードND132
- イメージソング『君がいるから』（小川まき）

#### かつての組織内議員
（日本郵政グループ労働組合も参照）
- 田辺誠（衆議院：日本社会党→社会民主党→民主党：1960-63年、67-93年、元日本社会党委員長、全逓群馬地区元委員長[1]。）
- 大出俊（衆議院：日本社会党→社会民主党：1963-96年、元郵政大臣、日本社会党元国会対策委員長、全逓本部書記長、元副委員長[1]、元総評副議長、大出彰の父）
- 竹田現照（参議院：日本社会党：1965-77年、全逓北海道地方本部書記長、参議院逓信委員長）
- 案納勝[※ 1]（参議院：日本社会党：1974年-80年）
- 大森昭（参議院：日本社会党：1977-95年、全逓中央副執行委員長、参議院逓信委員長）
- 伊藤基隆（参議院：日本社会党→社会民主党→民主党：1995-2007年、全逓中央執行委員長）
- 大出彰（衆議院：民主党：2000-05年）

## 歴史

### 全逓の発足
戦後すぐの1946年5月、逓信省の職員で作る労働組合として全逓信従業員組合として戦後初の全国単一労働組合として結成され、初代委員長は土橋一吉が務めた。産別会議に加盟し、また二・一ゼネストにおいても、その中核的組合となる。だが1949年頃、日本共産党の影響を嫌う産別民主化同盟（民同）の民同派（全逓再建同盟）と左派（日本共産党系）に分裂。結局、民同派が主導権を握り、1950年の総評結成と共に、そこに加盟した。
1949年6月1日の逓信省廃止と、郵政省及び電気通信省の発足に伴い、1950年に全国電気通信従業員組合（全電通、現在のNTT労働組合）を分離、全逓信労働組合と名称を変える。

### 栄光と衰退
全逓は発足以来、激しい運動や権利闘争で数々の成果を上げており、権利の全逓と呼ばれ、公務員労働者の地位向上、ひいては労働者の地位向上や制度の見直しなど、寄与する面が大きかった。国労、日教組と共に、「総評御三家」と呼ばれたこともあった。だが時代が下るにつれ、組織の硬直化が目立ってきたとの指摘もある。
宝樹文彦（1960年-1971年全逓委員長）委員長に就任した1960年には、スト処分で解雇された全逓役員に対し、当局が団体交渉拒否したことに対する3年越しの「団交再開闘争」に勝利し、1万7000人の非常勤職員の本務化闘争、4万人大増員要求闘争、特定郵便局の電話自動化反対闘争などを展開した。1961年の春闘では、結成以来初めて半日のストライキを実施、意図的に郵便物を滞留させる物だめ戦術の展開、奈良県、上市・下市局の電話自動化をめぐり大闘争を行ったが敗れた。
1965年、全日本労働総同盟（同盟）傘下に右派組合が結集して全日本郵政労働組合（全郵政）を結成、組織拡大を始める。その中で郵政省の庇護の下、全郵政は全逓からの引き抜きを行い、また、全逓は組織防衛のために介入、妨害を行う。両者の介入、妨害などは熾烈を極め、時には暴力にも及んで逮捕者が続出した。この事態は1970年代後半になると沈静化してゆき、1978年から1979年にかけて行われた年賀状配達を混乱させた「反マル生闘争」 を最後に、1980年代に入ってからはあまり起こっていない。
また、1979年4月28日に郵政省から前年から続いた反マル生闘争に対する「4･28処分」が出され、61名の組合員が免職にされた（2007年2月13日に処分無効の最高裁決定が出る）。これに伴い免職された組合員の生活保障を全逓が行うこととなり、組合の財政が傾くことが避けられなくなった。そこで同年10月28日の郵政省との「10･28確認」でそれまでの対決姿勢を転換する。さらに1982年の蒲郡大会における「30年総括」、その後の制度政策闘争で、徐々にではあるが労使協調へと寄っていった。
1983年には、総評が実施した、社会党への選挙闘争資金集めである「'83政治決戦カンパ」で「憲法の精神からみても特定政党支持を機関決定することは間違いである」「組合員の政党支持の自由は保障すべきだ」との立場から、「特定政党への政治資金の臨時徴収」を拒否した（共産党系）組合員を除名。除名された組合員は、1982年6月12日に結成された郵政産業労働組合（郵産労、現在の郵政産業労働者ユニオン）に合流した。また連合結成に伴い、その時に離脱しなかった他の左派系組合も相次いで離脱、郵政全労協（郵政労働者ユニオンを経て、郵政産業労働者ユニオン）を組織した。
これらの中で、全逓は当初、約24万人いた組合員を減らし続け、統合時には約14万人となった。下降の中一度だけ純増に転じたのは1978年の反マル生闘争の時のみである。組織減少には全郵政や郵産労への離脱以外にも、1985年の全逓会館事件に見られる、副業として多くのホテル建設に伴う巨額の負債を抱えたことや、加藤財政部長（当時）の組合予算流用事件など、相次ぐ不祥事などからくる組織不信が影響していると思われる。一方の全郵政は約2万2000人から最盛時には約9万人に増やしたが、統合直前には勧奨退職（早期退職制度）が影響して8万6千人に減少していた。
名称は、2003年4月1日に郵政事業を日本郵政公社に移管するのに伴い、第58回定期大会以降の2004年6月23日に日本郵政公社労働組合とした。

### 郵政民営化反対運動
2004年、首相の小泉純一郎は「改革の本丸」として郵政民営化に取り組み始める。JPUほか全郵政、さらに全国特定郵便局長会（全特）などの経営側の団体もそれぞれに反対活動を始めた（郵産労と郵政ユニオンは別に共闘している）。形だけではあるが「郵政民営化に反対する労組協議会」を設置して、初めてJPUと全郵政は同じテーブルに着いたが、お互いに過去の対立もあり、足並みは決して揃ったものとは言えなかった。その他にもこの労組協議会と全特と一般の呼びかけ人によって「郵便局ファンの会」が結成されて、集会を持つまでに至った。
しかし、JPUと全郵政の支持団体であるはずの民主党も郵政改革自体には肯定的で、政治側と一体となった反対運動は取れなかった。結局、2005年8月8日に郵政民営化法案は参議院で否決され廃案になったものの、衆議院解散となり、9月11日の第44回衆議院議員総選挙で、小泉率いる自由民主党が圧倒的議席を取って圧勝。郵政民営化法案は国会を通過、成立した。

### 全郵政との統一
全逓と全郵政はかつての鋭い対立から両者の関係は冷たく、現在でも昔のことを知っている40代、50代の組合員ではしこりが大きい。かつては「全逓労連」構想から、「ゆうせい労連」、「ニュー･ユニオン」など、名を変えつつも全郵政との統一を図る動きはあった。総評や同盟などが解散して結成した日本労働組合総連合会（連合）の傘下に両者が入って以後も、連合幹部からの斡旋はあったものの、まともな組織統一の話は長きにわたり出て来なかった。だが2000年、「全郵政との対立・抗争は終了、全郵政と一緒に21世紀を展望したい」と委員長が発言。両者の関係の雪解けへの方向を示したという意味で大きなものだった。
そして、2006年2月8日全郵政中央委員会で、宮下委員長は「JPUとの組織統合も視野に入れた組織のあり方について検討を着手する」と述べ、初めて全郵政から組織統一に乗り出す発言があった。これは民営化後の組織運営を見据えたものであることと、公社からも圧力があったことは確かで、交渉の窓口を一本化したいとの狙いもある。双方ともに古参組合員は減少し、政治的にも連合傘下で民主党支持であることから統一へのハードルは低くなり、民営化まで1年と数ヶ月という時期になり、統一への準備が整ったとの認識ではないだろうか。
全郵政は、組織統合にあたって、全郵政の「綱領」を基本に、自由にして民主的な労働運動の推進、JPUが自ら過去の運動の総括を行うなど4条件を示していた。JPUは、4条件を全て認め、過去の運動に対する総括で自らの運動を反省し、全郵政に謝罪するとともに「組織統合の障害となる大きな対立点はない、組織統合の実現に全力をあげる」（第121回中央委員会）ことを決めた。これを受けた全郵政は、JPUの過去の運動に対する総括について評価し、全郵政が主導権を持って「新たな踏み出し」を行うとした。
62回全国大会決定に基づいて全郵政との協議を進めていくこととして、2007年6月に定期全国大会（於：沖縄県那覇市）を開催、97パーセントの運動方針賛成で組織統一を承認した。そして、同年10月22日に、民営化・新会社発足に合わせて、グランドプリンスホテル新高輪に於いて、午前に解散大会、午後に合併（統一）大会を開催して、組織統一を図った。両組合の地方組織も、2008年度終了までに統合が完了した。

## 組織
本部組織
- 大会
- 中央委員会
- 中央執行委員会
  - 書記局
    - 総務部（庶務、人事、部内福祉）
    - 企画部（運動企画、政治、共闘、労使関係、情報）
    - 政策部（事業政策、経営対策、人事労働条件、福祉施設）
    - 組織部（組織管理、非常勤対策、男女共同、国際）
      - 青年部

    - 輸送部（郵便輸送、日逓、郵送労）

  - 財政局（財政、会計処理）

地方組織
- 地方本部（詳しくは#地方組織を参照）
  - 都道府県単位の連絡協議会（詳しくは#地方組織を参照）
    - 地域、業種単位の支部
      - 職場単位の単位組合

独立機関
- JPU総合研究所（JPU総研）：シンクタンク

### 地方組織
正式名称は日本郵政公社労働組合○○地方本部、略称はJPU○○地本。原則として1支社に1地本であった。これは対支社交渉に対応するためであった。
また、連絡協議会の正式名称は日本郵政公社労働組合○○県連絡協議会、○○連協。元々は1府県単位（東京と北海道はさらに地域を指定して地区を設定した）で地区本部を形成していたが、組織改編で決議・執行機関ではない連絡協議会へ移行した。なお、北陸は全郵政が圧倒的に強い地域のために、地区本部を設けることができず、地方本部直轄だった。沖縄は沖縄支社との交渉の関係から、1県で1地本であった。この他、日本郵便逓送との交渉窓口として日逓対策部があった。
- 北海道地方本部（札幌）
  - 以前は札幌、小樽、旭川、釧路に地区本部があった。
- 東北地方本部（仙台）
  - 青森県、岩手県、秋田県、宮城県、山形県、福島県に連絡協議会
- 関東地方本部（さいたま）
  - 茨城県、栃木県、群馬県、千葉県、埼玉県に連絡協議会
- 東京地方本部（港区）
  - 以前は東京中部、東部、南部、西北、多摩に地区本部があった。
- 南関東地方本部（横浜）
  - 神奈川県、山梨県に連絡協議会
- 信越地方本部（長野）
  - 新潟県、長野県に連絡協議会
- 北陸地方本部（金沢）
  - 富山県、石川県、福井県が管轄。連絡協議会はなかった
- 東海地方本部（名古屋）
  - 静岡県、愛知県、岐阜県、三重県に連絡協議会
- 近畿地方本部（大阪）
  - 滋賀県、京都府、大阪府、兵庫県、奈良県、和歌山県に連絡協議会
- 中国地方本部（広島）
  - 鳥取県、島根県、岡山県、広島県、山口県に連絡協議会
- 四国地方本部（松山）
  - 香川県、愛媛県、徳島県、高知県に連絡協議会
- 九州地方本部（熊本）
  - 福岡県、佐賀県、長崎県、大分県、熊本県、宮崎県、鹿児島県に連絡協議会
- 沖縄県本部（那覇）